# Hohenlepte
Hohenlepte is een plaats en voormalige gemeente in de Duitse deelstaat Saksen-Anhalt, en maakt deel uit van de Landkreis Anhalt-Bitterfeld.
Hohenlepte telt 245 inwoners.